# 女兒
女兒（daughter），是家庭中的成員，由父母所生、所收养的子女中的女性孩子，當然女兒也可能是繼女，即是配偶與前妻、前夫或其他人所生的女兒。
父權社會中，女兒（尤其是已婚的）繼承權或缺失、或次于男性，在出嫁後會被視為婆家的成員。在東亞傳統一夫一妻多妾家庭中，正妻所生之女兒為嫡女，妾所生的女兒為庶女。没有妾室身份的婢妾和情妇所生的女儿，亦归入庶女。
清代以来，汉语方言以“妞妞”为女儿的代称。当时北京地区的家庭，女儿依出生次序称大妞、二妞、三妞等。在女性没有正式名字的情况下，亦是其个人名:115。吴语则称女儿为“囡囡”。「千金」或「令媛」等詞也用於尊稱他人之女兒。

## 相關
家庭成員、親屬稱謂
- 兒子
- 兒媳
- 女婿
- 父親
- 母親
- 義女
- 繼女
- 孫女